# Canchón
Un canchón es un sistema de cultivo agrícola, utilizado desde antes del año 500 a. C. en zonas extremadamente secas, como la Pampa del Tamarugal.  

## Descripción
Consistía en retirar la costra salina y de material seco superficial en una faja de terreno larga y angosta, hasta alcanzar la humedad capilar que servía entonces al cultivo vegetal.
Cuando se evaporaba la escasa humedad, se debía abandonar la era y abrir un nuevo canchón al lado del anterior. 
El canchón, en su aspecto práctico, era de dimensiones variables, protegido por pircas de barro y cercano a la casa donde se podía arrojar los restos de la cocina y los corrales.
Luis Risopatrón lo define al comienzo de su "Diccionario jeográfico de Chile":: IV 
Canchon es la chacra sin riego que se cultiva en la parte oriental de la pampa del Tamarugal como sigue: en una estension de 80 m de largo por 4 m de ancho se cava el terreno, despojándolo de la costra salina, formando una especie de zanjon i cavando tantos de estos cuantos caben dentro de la propiedad, labrandolos paralelamente, guardando una distancia de 8 m, donde se depositan las costras i el ripio (Billinghurst)

## Época del Salitre
En la Pampa del Tamarugal existen varios sectores cuyo nombre lleva el término "cantón" en su nombre, pero ya con otro significado, por cierto solo geográfico, como lugar que reunía a varias oficinas salitreras que tenían un puerto de embarque común.: 330 
Francisco Astaburuaga escribió en 1899 en su obra póstuma Diccionario geográfico de la República de Chile sobre el término:
Canchones (Los).-—Espacios de tierras bajas de la llanura central ó intermedia del departamento de Tarapacá. Se hacen notar en medio de la aridez y esterilidad de su anchos contornos por la vegetación de que se cubren y aguas manantiales que contienen, como son los de Cuminalla, Guaica, &c.